# 알렉산드르 모솔로프
알렉산드르 바실리예비치 모솔로프(러시아어: Алекса́ндр Васи́льевич Мосоло́в, 1900년 8월 11일 ~ 1973년 7월 12일)는 20세기 소비에트 연방의 작곡가이다. 러시아 아방가르드 음악의 주요인물 중 하나로 유명하다.

## 주요 작품 목록

### 오페라
- 영웅 작품번호 28(1928)
- 댐 작품번호 35(1930)
- 가장 무도회(1944)

### 교향곡
- 교향곡 1번 '쿠바'(1928)
- 교향곡 2번 다장조(1934)
- 교향곡 3번 가단조 '구호'(1937)
- 교향곡 4번 '레르몬토프'(1940)
- 교향곡 마장조(1944)
- 교향곡 다장조(1958~9)
- 교향곡 5번 마단조(1965)

### 관현악곡
- 땅거미 작품번호 9(1925)
- 주물공장 작품번호 19(1926~7)
- 키르기즈 모음곡(1930년대)
- 우즈베크 춤곡(1935)
- 가보트와 미뉴에트(1935)
- 투르크메니스탄 서곡(1935년 이전)
- 투르크메니스탄 모음곡 1·2번(1936)
- 우즈베크 모음곡(1936)
- 러시아 서곡(1956)

### 협주곡
- 피아노 협주곡 1번 작품번호 14(1926~7)
- 피아노 협주곡 2번 작품번호 34(1932)
- 첼로 협주곡 1번(1935)
- 하프 협주곡(1939)
- 첼로 협주곡 2번(1946)

### 실내악
- 비올라와 피아노를 위한 3개의 서정 소품 작품번호 2(1922~23)
- 첼로와 피아노를 위한 전설 작품번호 5(1924)
- 클라리넷 3중주(1926)
- 첼로 소나타(1927)
- 현악 4중주 1번 작품번호 24(1926)
- 현악 4중주 2번(1942)

### 피아노
- 소나타 1번 작품번호 3(1924)
- 소나타 2번 작품번호 4(1923~4)
- 소나타 4번 작품번호 11(1925)
- 소나타 5번 작품번호 12(1925)[1]
- 2개의 야상곡 작품번호 15(1928)
- 3개의 소품 작품번호 23a(1927)
- 2개의 춤곡 작품번호 23b(1927)
- 투르크메니스탄의 밤(1928)
- 우즈베크 주제에 따른 2개의 소품 작품번호 31(1929)

### 합창
- 안녕, 새로운 수확물이여(1960, 칸타타)
- 모스크바에 영광을(1967, 오라토리오)

### 가곡
- 3개의 어린이 장면 작품번호 18(1926)
- 4개의 신문 소식 작품번호 21(1928)